# Шелбодино
Шелбодино — деревня в Бежецком районе Тверской области России. Входит в состав Житищенского сельского поселения.

## География
Деревня находится в восточной части Тверской области, в зоне хвойно-широколиственных лесов, на правом берегу реки Теблешки, при автодороге 28Н-0089, на расстоянии примерно 34 километров (по прямой) к югу от города Бежецка, административного центра района. Абсолютная высота — 156 метров над уровнем моря.

### Климат
Климат характеризуется как умеренно континентальный. Среднегодовая температура воздуха — 4,2 °C. Средняя температура воздуха самого холодного месяца (января) — −10,3 °C (абсолютный минимум — −50 °C), средняя температура самого тёплого (июля) — 17,4 °С (абсолютный максимум — 38 °С). Годовое количество атмосферных осадков составляет 560—720 мм, из которых большая часть выпадает в тёплый период. Снежный покров держится в течение 140—150 дней. Среднегодовая скорость ветра — 4,5 м/с, варьирует от 5,3 м/с в ноябре до 3,4 м/с в августе.

### Часовой пояс
Деревня Шелбодино, как и вся Тверская область, находится в часовой зоне МСК (московское время). Смещение применяемого времени относительно UTC составляет +3:00.

## Население
| 2008 | 2010 |
| ---- | ---- |
| 10   | ↘8   |

### Национальный состав
Согласно результатам переписи 2002 года, в национальной структуре населения русские составляли 93 % из 14 чел.